# Monica Hickmann Alves
Monica Hickmann Alves (Porto Alegre, Río Grande del Sur; 21 de abril de 1987), conocida como Mônica, es una futbolista profesional brasileña que juega como defensa y su actual equipo es el Madrid Club de Fútbol de la Primera División de España. ha sido internacional absoluta con la selección de Brasil desde 2014, con la verdeamarela ha jugado la Copa Mundial Femenina de Fútbol de 2015 y los Juegos Olímpicos de Río de Janeiro 2016.

## Trayectoria
Entre los años 2007 y 2012 Mônica jugó en el SV Neulengbach de Austria. Luego regresaría a Brasil para jugar por el Botucatu Futebol Clube, el Ferroviária y el Flamengo.
Para la temporada 2016 fichó por el Orlando Pride, la nueva franquicia de la National Women's Soccer League estadounidense. Ya en el club de Orlando, en 2016 fue enviada a préstamo al Adelaide United FC y en 2017 al Atlético de Madrid. El 18 de febrero de 2019, luego de tres temporadas en el Orlando Pride, la defensora anunció su salida del club. 
En abril de 2019 Mônica fichó por el Corinthians, reciente campeón del  Campeonato Brasileño de Fútbol Femenino.
En agosto de 2019 regresó a España y fichó por el Madrid Club de Fútbol.

## Selección nacional
Mônica fue parte de la selección de Brasil sub-20 que logró el tercer lugar en la Copa Mundial Femenina de Fútbol Sub-20 de 2006.
Debutó con la selección de Brasil el 11 de junio de 2014, en el empate a cero ante Francia en Guyana.

### Participaciones en Copa América
| Copa              | Sede    | Resultado |
| ----------------- | ------- | --------- |
| Copa América 2014 | Ecuador | Campeón   |
| Copa América 2018 | Chile   | Campeón   |

## Clubes
ref
| Club                          | País           | Año             |
| ----------------------------- | -------------- | --------------- |
| S. C. Internacional           | Brasil         | 2002 - 2004     |
| Marília                       | Brasil         | 2004 - 2006     |
| SV Neulengbach                | Austria        | 2007 - 2012     |
| Botucatu Futebol Clube        | Brasil         | 2012            |
| Ferroviária                   | Brasil         | 2013 - 2014     |
| Flamengo                      | Brasil         | 2015            |
| Orlando Pride                 | Estados Unidos | 2016 - 2018     |
| Adelaide United FC (préstamo) | Australia      | 2016 - 2017     |
| Atlético de Madrid (préstamo) | España         | 2017 - 2018     |
| Corinthians                   | Brasil         | 2019            |
| Madrid Club de Fútbol         | España         | 2019 - Presente |